# Giovanni Bovara
Giovanni Bovara Rejna, né le 30 septembre 1734,à Malgrate, près de Côme et mort le 12 octobre 1812 à Milan) était un ecclésiastique et homme politique italien.

## Biographie

### La jeunesse
Giovanni Bovara est né le 30 septembre 1734 à Malgrate, ville de la banlieue de Lecco, deuxième fils de Cristoforo Bovara Rejna et de Teodora Brentano Riati. Sa famille s’est particulièrement enrichie depuis le début du XVIIIe siècle grâce à la production et au commerce de la soie. C'est grâce à quoi il a pu considérer d'embrasser facilement une carrière ecclésiastique. Il a étudié au séminaire de Milan et a été ordonné prêtre en 1758 à la cathédrale. Il a choisi d'entrer dans la congrégation diocésaine des Oblats. Intéressé par le monde littéraire et culturel milanais de l'époque, il entra à l'Accademia dei Trasformati, excellant dans la poésie latine et s'affrontant avec le père Branda aux côtés d'hommes de lettres comme Giuseppe Parini.

### Enseignant et réformes scolaires comme ministre
En reconnaissance de ses capacités, en 1769, il fut nommé professeur d'institutions canoniques à l'université de Pavie, en partie aussi parce qu'il était un fervent partisan et du gouvernement et du rôle que devait jouer le pouvoir séculier par rapport au pouvoir ecclésiastique. En 1772, il fut choisi par les autorités autrichiennes pour être nommé secrétaire du gouvernement (ministre) du duché de Milan et simultanément transféré pour enseigner dans les institutions ecclésiastiques des écoles palatines (Scuole Palatine) de Milan.
Bovara a alors commencé à concevoir une réforme scolaire, entre 1771 et 1775, en visitant plusieurs écoles de la Lombardie devenue autrichienne, ainsi que des collèges, des bibliothèques et autres lieux culturels. Il a ensuite expérimenté dans les provinces de Crémone, Lodi et Casalmaggiore un modèle scolaire qui, à son avis, aurait dû être appliqué à l'ensemble de l'État.
Bovara a été le premier réformateur en Italie à établir la nécessité de créer trois types d'écoles: élémentaire (où on apprend à lire, écrire et compter), de grammaire italienne et latine (préparation au baccalauréat) et écoles d'artisanat telles que de dessin décoratif, d'arithmétique et de correspondance commerciale. Le joséphisme, qui régnait pendant ces années, voyait d'un bon œil le travail de Bovara et lui a permis de s'entendre avec plusieurs évêques des diocèses touchés par les réformes visant à supprimer les confréries locales considérées comme « superflues » pour les besoins des communautés. Il n'a pas réussi à imposer ce modèle à Milan du fiat de la forte opposition de l'archevêque qui n'a cédé qu'en 1786 avec l'avènement des écoles normales d'État qui n'étaient pas fondées sur le modèle de Bovara.
Même dans les lycées et les collèges, Bovara cherchai par dessus tout de réformer le personnel enseignant qu'il devait tout d'abord séculariser, introduisant dans les gymnases des disciplines telles que l'arithmétique, l'histoire, la géométrie, la géographie, la physique et l'histoire naturelle, tout en améliorant la connaissance. de la langue italienne qui devait remplacer le latin même dans les cours de philosophie. À Milan, Giovanni Bovara s'est également occupé de la confiscation perpétrée par le gouvernement autrichien au détriment des jésuites de Brera, où il a proposé plus tard de créer une académie des sciences et des arts. Il proposa également ces réformes à Mantoue à partir de 1777.
Continuant à s'occuper activement de politique, il aborda le fond de la question du mariage qui éclata ces années-là, affirmant que beaucoup pensaient que l'État avait aussi une compétence civile en matière de mariage, comme dans la fixation des limites des diocèses, en particulier lors des négociations que Joseph II avait engagées. avec la république de Venise à laquelle Bovara prétendait que toute ingérence de Rome devait être complètement exclue. Ses liens avec l'État autrichien se resserrèrent encore plus au cours de ces années lorsque le frère de Giovanni s'associa au très riche marchand et banquier milanais Antonio Greppi.
Suivant les idées de Bovara lui-même, lorsque le ministre Wenceslas Antoine de Kaunitz dut démontrer en 1782 la supériorité du gouvernement de Vienne sur celui de l'église romaine même en matière ecclésiastique, à Milan, Giovanni fut nommé abbé louable de San Jean l'Évangéliste d'Appiano Gentile, région où d'autres membres de sa famille vont acquérir des terres et des propriétés importantes.
Après la période d'expérimentation, le gouvernement autrichien désigna en 1786 une commission ecclésiastique comprenant Bovara qui s'occupait également des réformes relatives à l'université, aux gymnases, à la censure des livres, à la police du clergé séculier, aux religieuses. aux églises et aux villes du diocèse de Côme, aux académies de Milan et de Mantoue. Dans cette nouvelle phase de son engagement politique, il supprime en 1788 certaines paroisses de la ville de Côme, souvent accusées de carences aussi bien spirituelles qu'économiques. Pour l’université de Pavie, il a réformé les programmes sur le modèle de Vienne, en créant une chaire pour l'étude des sources de la théologie, au-delà de la patristique et de l’histoire de la théologie, proposant avec force l’étude des auteurs et écrivains jansénistes et gallicans qui à ses yeux renforceraient le rôle du gouvernement dans la mentalité des nouveaux étudiants.

### Son rôle dans la République napoléonienne italienne
À partir de 1796 et jusqu'en 1802, Bovara mena une vie très éloignée des milieux gouvernementaux, car la Lombardie, désormais occupée par les Français, le considérait comme une désagréable créature du précédent gouvernement autrichien. Quand Francesco Melzi d'Eril est devenu vice-président de la République napoléonienne italienne, il a dû reprendre en main les mêmes problèmes de relations entre l'Église et l'État. Il a alors décidé de faire appel à Bovara qui a été nommé ministre des cultes par Bonaparte. Dans ses premières propositions de réformes, il envisageait de revendre aux évêques la possibilité de nommer les curés des paroisses, précédemment élus par le peuple, sachant que Napoléon avait assimilé les évêques à des fonctionnaires de l'État. Une fois de plus, Bovara tenta de mener à bien les réformes déjà engagées sous le règne de Giuseppe II, mais se heurta aux habituelles difficultés financières toujours présentes.
L’influence de Bovara a en tout cas duré peu d'années. Avec l’établissement du royaume d'Italie napoléonien, Napoléon lui-même avait fait l’objet de nombreuses critiques, haïssant l’ingérence de Giovanni dans des milieux politiques qui ne le concernaient pas et qui, de toute façon, voyaient en lui un servile support des autrichiens. Cependant, malgré cette opposition, Bovara se révéla être un excellent fonctionnaire. Pour cette raison, il fut envoyé en 1811 à Paris au Concile national convoqué par Napoléon lui-même, auquel participaient évêques et archevêques des territoires français et les deux ministres du culte de France et d'Italie.
De retour en Italie, désormais âgé, il tomba gravement malade et mourut à Milan le 12 octobre 1812.

### Distinctions et titres
- Ministre des Affaires ecclésiastiques République italienne (1802-1805)
- Ministre des Cultes, sénateur, comte en 1809, dignitaire de l'ordre de la Couronne de fer du royaume d'Italie